# Guitarrista
Un guitarrista és un músic que toca la guitarra. Un guitarrista pot tocar una varietat d'instruments, entre els quals la guitarra clàssica, la guitarra acústica, la guitarra elèctrica i el baix elèctric. Alguns guitarristes toquen alhora que canten o toquen altres instruments, com l'harmònica.
Un guitarrista controla un instrument extremadament versàtil. Mitjançant tècniques com el vibrato o l'estirament de les cordes, una guitarra pot expressar sons amb una qualitat similar a la vocal. En un grup, un guitarrista pot adoptar el rol del ritme (conjuntament amb un baix al grup) o de guitarrista líder (solista), tocant per sobre del baix. Un guitarrista pot tocar també una harmònica al mateix temps com a segon instrument. Alguns exemples en són Bob Dylan i Neil Young. Hi ha diverses maneres de tocar una guitarra, ja sigui amb un plectre, amb els dits o amb les puntes dels dits.

## Guitarristes notables
Hi ha diverses llistes publicades per revistes o pàgines web amb el propòsit d'esbrinar quins són els millors guitarristes de tots els temps. N'és un exemple la llista dels 100 Millors Guitarristes de Tots els Temps de la revista Rolling Stone o la dels 100 Millors Guitarristes de Tots els Temps de la revista Guitar World. Basades en diferents criteris, aquestes llistes reben sovint una dura crítica i són ridiculitzades per diversos guitarristes, i també són elogiades per altres. Un llibre del 2009 titulat Els 100 Millors Guitarristes de Metal va intentar definir els millors guitarristes en el gènere del heavy metal i causà molta controvèrsia en fer-ho.
El 2003 la revista Rolling Stone va publicar l'any 2003 una seva «Llista dels 100 guitarristes més grans de tots els temps». La llista ha rebut crítiques diverses, ja que en molts casos no es va tenir en compte un criteri tècnic o artístic sinó un criteri d'èxit comercial. En la llista, només hi apareixen dues dones. Als artistes que hi apareixen, evidentment li agrada esmentar el fet a les seves biografies.
| #  | Guitarrista        | Nacionalitat |
| -- | ------------------ | ------------ |
| 01 | Jimi Hendrix       | Estats Units |
| 02 | Duane Allman       | Estats Units |
| 03 | B.B. King          | Estats Units |
| 04 | Eric Clapton       | Regne Unit   |
| 05 | Robert Johnson     | Estats Units |
| 06 | Chuck Berry        | Estats Units |
| 07 | Stevie Ray Vaughan | Estats Units |
| 08 | Ry Cooder          | Estats Units |
| 09 | Jimmy Page         | Regne Unit   |
| 10 | Keith Richards     | Estats Units |

Guitar World, una revista de música mensual dedicada a la guitarra, també publicà la seva llista dels cent millors guitarristes en el llibre Guitar World Presenta els 100 Millors Guitarristes de Tots els Temps de les Pàgines de Guitar World Magazine. A diferència de la llista de la revista Rolling Stone, que va ser introduïda en ordre descendent, Guitar World va preferir dividir els guitarristes segons el gènere musical. Tot i aparèixer en altres revistes com Billboard, aquesta publicació fou criticada per no incloure cap guitarrista femenina entre els seleccionats.
Després de la mort de Les Paul, la revista Time va fer pública al seu web una llista que contenia els deu millors artistes de la guitarra elèctrica. Com en la llista de Rolling Stone, Jimi Hendrix fou escollit en la primera posició, seguit de Slash i B.B. King. Gigwise.com, una revista de música online, també escollí Hendrix com el millor guitarrista de la història, seguit per Jimmy Page i B.B. King.